# Maʿagan Micha’el
Der Kibbuz Maʿagan Michaʾel (hebräisch מַעֲגַן מִיכָאֵל ‚Ankerplatz Michaels‘) befindet sich am südlichen Ende der Karmelküste am Mittelmeer, südwestlich der israelischen Stadt Sichron Jaʿaqov. Der Kibbuz wurde nach Michael Polak benannt, einem der Mitinitiatoren der Palestine Jewish Colonization Association (PICA).
An der Stelle des heutigen Kibbuzes befanden sich bis in die 1930er Jahre die Sümpfe Bitzot Kabarah, die von jüdischen Chaluzim trockengelegt wurden. In diesen Sümpfen lebten bis um 1900 Krokodile; südlich des Kibbuz wurde beim Nachal haTanninim („Krokodilbach“) das letzte Krokodil im heutigen Israel erlegt. Reste der Sümpfe, vor allem im Mündungsbereich des Nachal haTanninim, bilden heute das Naturschutzgebiet Tanninim.
Mitglieder der Pfadfinderbewegung Hebräischer Pfadfinder (hebräisch צוֹפִים עִבְרִיּים Zōfīm ʿIvrijjīm), darunter der irakischstämmige Schlomo Hillel und der rumänischstämmige Meʾir Zoreʿa, gründeten am 25. August 1949 den Kibbuz. Sie waren insbesondere Absolventen des Hebräischen Herzlia-Gymnasiums (Tel Aviv), vom Gymnasia Rechavia (Jerusalem) und des Hebräischen Realgymnasiums Beit ha-Sefer ha-Reali Haifa. Sie bildeten noch als Schüler mit den Pfadfindern ihrer Schulen die Pfadfindergruppe Zofim Alef (hebräisch צוֹפִים א'). Die Gruppe sammelte sich 1943 in Pardes Channah und bereitete ihre Niederlassung in einem eigenen Kibbuz vor. In den Jahren 1945 und 1948 hatte sich die Gruppe am zunächst geheimen Projekt Ajjalon-Institut beteiligt. Nach den Waffenstillstandsabkommen von 1949 verwirklichten sie das Projekt der gemeinsamen Niederlassung.
Am 11. März 1978, einem Sabbat, landeten elf Terroristen der palästinensischen Fatah unter der Führung der neunzehnjährigen Dalal al-Mughrabi, die im südlichen Libanon gestartet waren, mit Booten am Strand des Naturschutzgebiets Tanninim. Dort ermordeten sie die US-amerikanische Touristin Gail Rubin, eine Nichte des US-amerikanischen Senators Abraham A. Ribicoff, die gerade Landschaftsaufnahmen machte. Dann drangen sie vor zum vierspurigen Kvisch haChof (כְּבִישׁ הַחוֹף ‚[Fern]Straße der Küste‘, klassifiziert als Haupt-Landesstraße ).
Sie stoppten ein Taxi und begannen einen Terroranschlag, heute Küstenstraßen-Anschlag genannt, ermordeten die Insassen des Taxis, schossen und warfen Granaten auf Autos. Dann überfielen sie einen Bus mit Egged-Mitarbeitern auf der Rückfahrt von einem Betriebsausflug in Richtung Haifa und enterten noch einen zweiten auf dem Weg nach Tel Aviv, den sie entführten mit seinen Insassen als Geiseln. Nach einer Verfolgungsjagd über 53 Kilometer südwärts auf dem Kvisch  wurde dieser zweite Bus erst an einer Straßensperre der israelischen Polizei im südlichen Herzlia gestoppt, worauf die Terroristen viele der Geiseln ermordeten oder im brennenden Bus umkamen.
Im Herbst 1985 entdeckten Kibbuznikim beim Fischen das Wrack des später nach ihrem Kibbuz benannten Schiffes aus dem 5. Jahrhundert v. Chr. Sie sichteten 75 Meter vor der Küste Holzstücke und Keramikscherben zwischen zwei Klippen und benachrichtigte die israelische Antikenbehörde und das Zentrum für Maritime Studien der Universität Haifa, die in Folge die Bergung des Objektes und der Artefakte übernahmen.
Da Maʿagan Michaʾel im Gegensatz zu vielen anderen Kibbuzim wirtschaftlich relativ erfolgreich ist, ist er nicht durch Abwanderung seiner Bewohner bedroht. Unter den in Maʿagan Michaʾel lebenden Menschen sind viele junge Leute; jedes Jahr werden etwa 20 Kinder geboren. Maʿagan Michaʾel hatte nach Zahlen des Israelischen Zentralbüros für Statistik Ende des Jahres 2018 1992 Einwohner.

## Film
- „Es war ein anderes Leben.“ Mit der Kinder- und Jugend-Alijah nach Palästina, von Hans Jan Puchstein, Katinka Zeuner. Filmarche, Berlin 2008 (Enthält: historische Aufnahmen; aktuelle Interviews mit Bewohnern aus Deutschland und Österreich, die Ende der 1930er Jahre geflüchtet waren; ihr Leben im Kibbuz Maʿagan Micha’el heute; Stimmen über Recha Freiers Tätigkeit), s/w 41 Min., DVD deutsch mit engl. UT [6]